# 小红参
小红参（学名：Galium elegans）为茜草科拉拉藤属下的一个种。也称小活血、西南拉拉藤。